# 短穗竹茎兰
短穗竹茎兰（学名：Tropidia curculigoides）为禾本科竹茎兰属下的一个种。